# 須賀千鶴
須賀 千鶴（すが ちづる）は、日本の経産官僚、Master of Business Administration（ペンシルベニア大学・2009年）。2018年から、2021年6月30日まで一般社団法人世界経済フォーラム第四次産業革命日本センター初代センター長、2020年9月30日まで独立行政法人経済産業研究所コンサルティングフェロー。
経済産業省商務情報政策局メディア・コンテンツ課課長補佐、商務情報政策局情報経済課長、製造産業局産業機械課長などを歴任した。

## 来歴

### 生い立ち
2歳下の妹とともに幼稚園から高校まで白百合学園で学ぶ。小学生で映画『十二人の怒れる男』を観て国際弁護士に憧れ、東京大学法学部で学ぶ。ゴールドマン・サックスでインターンして次第に行政に興味を抱き、公務員を志望する。2003年に東京大学を卒業した。在学中に国家公務員I種試験に合格して大学卒業後に経済産業省へ入省した。

### 官界にて
2004年に資源エネルギー庁へ配属され、長官官房総合政策課、省エネルギー対策課、国際課で、気候変動や資源外交など政策立案に携わる。ペンシルベニア大学ウォートン校で健康管理を学び、2009年にペンシルベニア大学 Master of Business Administration。2009年から貿易経済協力局貿易振興課で、国際租税に関する政策立案などに携わる。2011年から商務情報政策局メディア・コンテンツ課で、クールジャパン事業などを担当する。2015年から経済産業政策局へ異動し、産業資金課、新規産業室、企業会計室で、コーポレート・ガバナンス、フィンテック、ベンチャーに関する政策立案に携わる。2015年から大臣官房政策審議室で次官・若手プロジェクトなどを担当し、次官・若手プロジェクトによる政策提言「不安な個人、立ちすくむ国家――モデル無き時代をどう前向きに生き抜くか」は150万ダウンロードを記録するなど話題となり、のちに加筆して書籍化した。2017年に商務・サービスグループ政策企画委員となる。経済産業省所管の独立行政法人経済産業研究所でコンサルティングフェローを兼任した。
2018年7月2日に世界経済フォーラムが経済産業省やアジア・パシフィック・イニシアティブと連携し、世界経済フォーラム第四次産業革命日本センターを設立した。2018年7月付で世界経済フォーラム第四次産業革命日本センターへ出向して初代センター長を務めた。
2021年7月1日に商務情報政策局情報経済課長。
2024年7月5日に製造産業局産業機械課長兼製造産業DX政策企画調整官。

## 人物
経済産業省入省時に茶髪とノースリーブで通勤していたことから、先輩職員から「とんだギャルが入ってきた」と驚かれた。

## 家族・親族
2013年にドワンゴ創業者の川上量生と結婚した。結婚披露宴で枝野幸男や茂木敏充らが挨拶した。

## 略歴
- 2003年 - 東京大学法学部卒業[6]
- 2003年 - 経済産業省入省[7]
- 2004年 - 資源エネルギー庁長官官房[7]
- 2009年 - ペンシルベニア大学ウォートン校修了[6]
- 2009年 - 経済産業省貿易経済協力局[7]
- 2011年 - 経済産業省商務情報政策局[7]
- 2015年
  - 経済産業省経済産業政策局[7]
  - 経済産業省大臣官房[7]
- 2017年 - 経済産業省商務・サービスグループ政策企画委員[7]
- 2018年 - 世界経済フォーラム第四次産業革命日本センターセンター長[13]
- 2021年 - 経済産業省商務情報政策局情報経済課長[14]、大臣官房第四次産業革命政策室長併任デジタル庁参事官（デジタル臨調担当）併任[17]

## 著作

### 共著
- 経産省若手プロジェクト著『不安な個人、立ちすくむ国家』文藝春秋、2017年。ISBN 9784163907475

### 原作
- 神谷仁構成、しまこ美季ほか作画『マンガで読む《不安な個人、立ちすくむ国家》』双葉社、2017年。ISBN 9784575313284

### 寄稿
- 須賀千鶴稿「クール・ジャパン論」『学士会会報』2013年6号、学士会、2013年11月、23-28頁。
- 保住純ほか稿「Webマイニングを用いたコンテンツ消費トレンド予測システム」『人工知能学会論文誌』29巻5号、人工知能学会、2014年、449-459頁。ISSN 13460714
- 東京財団「税制の抜本改革と将来像」研究プロジェクト稿「社会保障・税一体改革――身の丈に合った社会保障の充実を求めて」2012年3月。
- 次官・若手プロジェクト稿「不安な個人、立ちすくむ国家――モデル無き時代をどう前向きに生き抜くか」2017年5月。

### 講演録、座談会録、インタビュー、等
- 日経ビジネス「AIを持たざる国」という最大リスク　経産省・須賀情報経済課長[18]
- G1経営者会議2023【平将明×松尾豊×山口明夫×須賀千鶴】どうなる？今後の生成AIとルールメイキング[19]
- ハフポスト 女性官僚のロールモデルになろうとしていた。『宇宙人』と呼ばれた須賀千鶴さんが、変革期に示したチームのあり方[20]
- 保住純ほか稿「Webマイニングを用いたコンテンツ消費トレンド予測システム」『人工知能学会全国大会論文集』2013年版、人工知能学会、2013年。
- 上野千鶴子ほか稿「経産省次官・若手プロジェクト『不安な個人、立ちすくむ国家』をめぐって」『熱風――スタジオジブリの好奇心』15巻11号、スタジオジブリ、2017年11月、3-45頁。
- 須賀千鶴ほか稿「『立ちすくむ国家』経産若手官僚の警鐘――『今までの政策は通用しない』少子高齢化の“本当の問題”とは?」『文藝春秋』96巻1号、文藝春秋、2018年1月、370-379頁。
- 「サイバー空間におけるデータ・ガバナンス：第四次産業革命センターが目指したもの（須賀千鶴、前・一般社団法人世界経済フォーラム第四次産業革命日本センター初代センター長との対談）」聞き手白井一成（株式会社実業之日本社社主、社会福祉法人善光会創設者、事業家・投資家）『実業之日本フォーラム』。[21]。